# Foiled Again
Foiled Again, född 8 maj 2004, är en amerikansk varmblodig passångshäst. Han tränades under större delen av karriären av Ron Burke och kördes då oftast av Yannick Gingras. Han är den mest vinstrika amerikanska standardhästen i världen.

## Karriär
Foiled Again tävlade mellan 2005 och 2008 och sprang in 7 635 588 dollar på 331 starter, varav 109 segrar och 225 andraplatser eller tredjeplatser. Han är den mest vinstrika amerikanska standardhästen i världen. Förutom sina 109 segrar under sin tävlingskarriär, är han den enda standardhästen som sprungit in över 1 miljon dollar tre säsonger i rad, med mer än 587 000 dollar i genomsnitt under 13 års tävlande.
2011 segrade sjuåriga Foiled Again i bland annat Quillen Memorial, Molson Pace, Graduate Final, Indiana Pacing Derby och American National. Under säsongen var han den näst vinstrikaste standardhästen, och med 1 405 747 dollar insprunget under säsongen blev han den mest vinstrika passgångaren någonsin under en säsong. Han utsågs till Dan Patch Pacer of the Year samt Dan Patch Older Pacing Horse of the Year och O'Brien Older Pacing Horse of the Year.
Som åttaåring 2012 segrade han i Canadian Pacing Derby, sin andra raka Molson Pace och andra i rad Indiana Pacing Derby. Den tredje ledande moneywinning-pacern 2012 med 1 207 429 dollar i intäkter, Foiled Again blev den äldsta passgångaren som sprungit in över 1 miljon dollar på ett år. Han utsågs till Dan Patch Older Pacing Horse of the Year.
2013 blev nioåriga Foiled Again den äldsta hästen som någonsin vann en Breeders Crown, då han segrade i Breeders Crown Open Pace. Under säsongen segrade han även i Ben Franklin Memorial och TVG Final. I uttagningsloppet till Ben Franklin Memorial satte Foiled Again världsrekord för hingstar och valackar inom passgångssport, då han segrade på tiden 1:48.0 (1.07,2) på en 5/8 milebana. Under säsongen sprang han in 1 404 984 dollar och var den tredje vinstrikaste standardhästen. 2013 var även den tredje raka säsongen då han sprungit in över 1 miljon dollar. Han utsågs till Dan Patch Older Pacing Horse of the Year och O'Brien's Older Pacing Horse of the Year.

### Efter tävlingskarriären
Han avslutade sin tävlingskarriär 2018, och har därefter rest runt på olika banor och varit en populär ambassadör för tävlingssporten. 2019 valdes han in i United States Harness Racing Hall of Fame.

## Stamtavla
| Efter Dragon Again 1995    | Dragons Lair 1982   | Tyler B         | Most Happy Fella |
| Efter Dragon Again 1995    | Dragons Lair 1982   | Tyler B         | Tarport Cheer    |
| Efter Dragon Again 1995    | Dragons Lair 1982   | Sandys Sable    | Race Time        |
| Efter Dragon Again 1995    | Dragons Lair 1982   | Sandys Sable    | Carolonda        |
| Efter Dragon Again 1995    | Ever And Again 1989 | Towners Big Guy | Big Towner       |
| Efter Dragon Again 1995    | Ever And Again 1989 | Towners Big Guy | Lustra Hanover   |
| Efter Dragon Again 1995    | Ever And Again 1989 | Ever Shining    | Abercrombie      |
| Efter Dragon Again 1995    | Ever And Again 1989 | Ever Shining    | Bertana Hanover  |
| Undan In A Safe Place 1997 | Artsplace 1988      | Abercrombie     | Silent Majority  |
| Undan In A Safe Place 1997 | Artsplace 1988      | Abercrombie     | Bergdorf         |
| Undan In A Safe Place 1997 | Artsplace 1988      | Miss Elvira     | Albatross        |
| Undan In A Safe Place 1997 | Artsplace 1988      | Miss Elvira     | Ladalia Hanover  |
| Undan In A Safe Place 1997 | Sunshine Judy 1992  | Dexter Nukes    | No Nukes         |
| Undan In A Safe Place 1997 | Sunshine Judy 1992  | Dexter Nukes    | Viking Princess  |
| Undan In A Safe Place 1997 | Sunshine Judy 1992  | Floy Floy       | Crash            |
| Undan In A Safe Place 1997 | Sunshine Judy 1992  | Floy Floy       | Ata Connie       |